# 澂江路
澂江路，元朝时设置的路。
元宪宗六年（1256年）改罗伽部为万户，至元三年（1266年）改为中路，至元十六年（1279年）升为澂江路。治所在河阳县（今云南省澄江市）。辖境约当今云南省玉溪市红塔区、江川区和澄江市地，属云南等处行中书省。明朝洪武十五年（1382年）改为澂江府。